# 查理·马金多
查理·马金多（Charles Henry Mackintosh，简称C．H．M，1820年10月—1896年11月2日）又译麦敬道，是19世纪英国普利茅斯弟兄会的一位多产作家。
1820年10月，馬金多出生在爱尔兰威克洛郡的格倫馬魯爾兵營。父親是高原軍團的上尉，母親是爱尔兰贵族韋爾頓夫人（Lady Weldon）的女儿。1838年（18岁），馬金多信仰虔诚的姐姐多次写信给他，同时馬金多又阅读達秘的作品《圣靈的運作》（Operations of the Spirit），于是马金多开始追求屬靈。同年，他去爱尔兰利默里克的一家商业公司工作。第二年，他去了都柏林，加入普利茅斯弟兄会。
1844年，马金多在西港（Westport）開辦了一所學校，熱心地投入教育工作。1853年，馬金多停办学校，专心写作和讲道。他迁到都柏林，開始公開講道。他积极参与了1859－1860年的爱尔兰复兴。并且出版一本基督徒期刊《新舊的東西》（Things New and Old），担任主編長達21年。　 
馬金多最重要的著作是六冊的《五經略解》（Notes on Pentateuch）（從創世記至民數記各一冊，申命記2冊，800多页），流行甚廣。強調“人在罪中的全面墮落，神在基督里的完美救贖”。此外，馬金多的其他屬靈作品数量极为庞大。同属弟兄会的喬治·慕勒曾說：“如果所有的書都燒光了，只剩下聖經和 C.H.M. 的五經注解，也就夠了。” 
馬金多在世的最后4年，他住在切爾滕納姆（Cheltenham），专注于寫作。他所写的最后一份單張題為“平安的神”，恰与他于1843年所写的第一份單張“神的平安”形成对照。1896年11月2日，馬金多逝世，享年76歲，四天后安葬于切爾滕納姆公墓的普利茅斯弟兄会区，妻子身旁。著名的普利茅斯弟兄都埋葬在那里，包括去年1月去世的圣诗作者G.W. Frazer。在葬禮上，愛丁堡的沃爾斯頓博士以亞伯拉罕的埋葬（取自创世纪25:8-10和希伯来书11:8–10）作為葬禮的信息。結束时，會眾高唱達秘所著的詩歌：
哦，何等光明有福的一幕，（O bright and blessèd scenes,）

當罪不再冒犯侵襲；（Where sin can never come;）

我們的心靈渴慕那景象，（Whose sight our longing spirit weans）

雖然現今還在地上飄蕩（From earth, where yet we roam.）
1. 1 2  . Stempublishing.com.   [15 August 2012]. （原始内容存档于2021-02-16）.